# Natalia Zukerman
Natalia Zukerman (New York, 25 juni 1975) is een Amerikaanse Americana-, blues- en folksinger-songwriter en -gitariste, opgegroeid in Manhattan (New York). Zij is de dochter van violist/dirigent Pinchas Zukerman en fluitiste/schrijfster Eugenia Zukerman en de zus van operazangeres Arianna Zukerman.

## Biografie
De muziek van Zukerman is een genreoverschrijdende mix van blues, jazz, bluegrass en folk. Het onderwerp varieert van grillig tot metafysisch. Vaak vertelt ze verhalen of vertelt ze persoonlijke observaties over het leven en relaties, maar haar liedjes zijn niet confessioneel van aard. Haar vocale stijl weerspiegelt sterke jazzinvloeden. Zukerman speelt een verscheidenheid aan gitaren, waaronder akoestische, elektrische, slide-gitaar, dobro, lapsteelgitaar en banjo, maar concentreert zich voornamelijk op haar Goodall akoestische gitaar en vintage Rickenbacker lapsteelgitaar uit 1938. Haar gitaarspel wordt omschreven als vloeiend en soepel, terwijl ze ook wordt geprezen om haar behendigheid en behendige vingers.
Zukerman weerspiegelt haar gevarieerde muzikale roots en noemt Ma Rainey, Memphis Minnie, Bonnie Raitt, Erika Luckett, Joni Mitchell, Rickie Lee Jones en Ani DiFranco onder haar muzikale invloeden. Haar eerste drie albums werden uitgebracht bij haar eigen onafhankelijke platenlabel Talisman Records. In 2008 bracht ze haar vierde album uit bij Weasel Records van Willy Porter. Naast haar werk als zangeres, songwriter en gitarist is Zukerman ook een ervaren kunstenaar, die gespecialiseerd is in grootformaat tekeningen en muurschilderingen. Haar laatste studioalbum was Gas Station Roses. Het album bevatte veel gastoptredens, waaronder Patty Larkin, Garrison Starr, Meghan Toohey (The Weepies), Adrianne Gonzalez (The Rescues), Todd Sickafoose (Ani Difranco) en Ray Bonneville. Het werd voor het eerst uitgebracht in 2011 en vroege postorder-uitgaven bevatten originele schilderijen of prints van schilderijen van Natalia Zukerman.

## Discografie

### Albums
- 2001: Mortal Child
- 2003: On A Clear Day
- 2006: Only One
- 2008: Brand New Frame
- 2011: Gas Station Roses
- 2014: Come Thief, Come Fire

### Samenwerkingen
- 2009: Winterbloom: Winter Traditions (met Antje Duvekot, Meg Hutchinson en Anne Heaton)

- Library of Congress Control Number: no2013095184
- MusicBrainz: ecc78b44-a9ea-4c99-8e9c-a1e9b6046730
- Virtual International Authority File: 305210066
- WorldCat: E39PBJpYykWWDw6Q7b4qMJdCwC